# Шмігер Тарас Володимирович
Шмігер Тарас Володимирович (*4 жовтня 1980, Львів ) — український перекладознавець, філолог, перекладач. Досліджує історіографію українського перекладознавства, перекладознавчі бібліографії, критику перекладу та українську середньовічну літературу. Дійсний член Наукового товариства ім. Шевченка у Львові (з 2015), член Українського Фулбрайтівського Кола (з 2016).

## Біографія
- 2002 — Закінчив перекладацький відділ факультету іноземних мов Львівського національного університету імені Івана Франка
- 2008 — Захистив кандидатську дисертацію на тему «Історія українського перекладознавства XX сторіччя: ключові проблеми та періодизація» (10.02.16 — перекладознавство)
- 2009 — Стажувався в Університеті Марії Кюрі-Склодовської (Люблін, Польща)
- 2010-2011 — Стажувався в Каліфорнійському університеті Берклі (США) за програмою Фулбрайта
- 2011 — Здобув звання доцента
- 2015 — Отримав Літературну премію Григорія Кочура Міністерства культури України за бібліографічне видання «Українське перекладознавство XX сторіччя»[1]
- з 2015 — Дійсний член  Наукового товариства ім. Шевченка у Львові (2019-2024 — голова комісії всесвітньої літератури та міжкультурної комісії ім. М. Лукаша)
- 2020 — Захистив докторську дисертацію на тему «Перекладознавчий аналіз — теоретичні та прикладні аспекти: давня українська література сучасними українською та англійською мовами» (10.01.01 — українська література; 10.02.16 — перекладознавство)
- 2023 —Здобув звання професора

## Публікації

### Книги
- [Архівовано 17 березня 2018 у Wayback Machine.] Шмігер Т. Історія українського перекладознавства ХХ сторіччя [A History of Ukrainian Translation Studies in the 20th century] / Т. Шмігер ;  передм. Р. Зорівчак. – Київ : Смолоскип, 2009. – 342 с.
- [Архівовано 17 березня 2018 у Wayback Machine.] Українське перекладознавство ХХ сторіччя: бібліографія [Ukrainian Translation Studies in the 20th century: a bibliography] / ЛНУ імені Івана Франка, НТШ ; уклав Т. Шмігер ; [автори передм. : Р. Зорівчак, Т. Шмігер ; наук. ред. Р. Зорівчак]. – Львів, 2013. – 626 с.
- [Архівовано 4 липня 2020 у Wayback Machine.] Шмігер Т. Перекладознавчий аналіз — теоретичні та прикладні аспекти: давня українська література сучасними українською та англійською мовами: монографія / Т. Шмігер. — Львів: ЛНУ імені Івана Франка, 2018. — 510 с.
- Dzera O., Shmiher T. A Chronology of Ukrainian biblical and liturgical translation / O. Dzera, T. Shmiher. – Lviv : Ivan Franko National University of Lviv, 2023. – 71 p.
- Andričík M., Shmiher T. Translating Milton into the Slavic world / M. Andričík, T. Shmiher. – Levoca : Modry Peter, 2023. – 126 p. (у співавторстві з Мар'яном Андрічиком  )
- Shmiher T. Liturgical translation in Ukraine and Poland: a comparative approach to text, religion and culture / T. Shmiher. – Lviv : Ivan Franko National University of Lviv, 2024. – 308 p.

### Статті
- [Архівовано 11 грудня 2018 у Wayback Machine.] Шмігер Т. Погляди Роналда Ленекера на когнітивну семантику як модель перекладознавчого аналізу («Слово некоего калугера о чьтьи книг» в сучасних українсько- та англомовних перекладах) [Views by Ronald Langacker's on Cognitive Semantics as a Model for Translation Quality Assessment («The Discourse of a Certain Monk in Reading Scripture» in Contemporary Ukrainian- and English-language Translations)] / Т. Шмігер // East European Journal of Psycholinguistics. – 2016. – Vol. 3, no. 1. – P. 102-117. // https://zenodo.org/record/60197 [Архівовано 11 лютого 2020 у Wayback Machine.]
- [Архівовано 8 квітня 2022 у Wayback Machine.] Шмігер Т. Кондакарна поетика житійної літератури як проблема перекладу [Kontakion poetics of hagiography as a translation problem]/ Т. Шмігер // Іноземна філологія. - Львів, 2015. - Вип. 128. - С. 68-81.
- [Архівовано 11 грудня 2018 у Wayback Machine.] Shmiher T. Translation Quality Assessment at the Crossroads of Ethnolinguistics and Ethnography: Taras Shevchenko 's Irzhavets in English Translations / T. Shmiher // Vertimo studijos. — Vilnius, 2014. — No. 7. — P. 82-95.
- [Архівовано 11 грудня 2018 у Wayback Machine.] Šmiger T. Designing a History of Translation Studies: A Case Study for Ukraine / T. Šmiger // Translation Theories in the Slavic countries / ed. by A. Ceccherelli, L. Constantino, C. Diddi. — Salerno, 2015. — P. 67-82. — (Europa Orientalis, vol. 33 (2014)).
- [Архівовано 17 травня 2017 у Wayback Machine.] Шмігер Т. Перекладознавчі рецензії Григорія Кочура [Translation reviews by Hryhoriy Kochur] / Т. Шмігер // Іноземна філологія. - 2014. - Вип. 127, ч. 2. - С. 94-97.
- [Архівовано 11 грудня 2018 у Wayback Machine.] Shmiher T. Is textual analysis possible in the postcolonial theory of translation? / T. Shmiher // Studia Translatorica. — Wrocław ; Dresden, 2013. — Vol. 4: Kompetenzen des Translators: Theorie — Praxis — Didaktik / Hrgs. von I. Bartoszewicz und A. Małgorzewicz. — P. 249—259.
- [Архівовано 11 грудня 2018 у Wayback Machine.] Шмігер Т. Застосування теорії релевантності в критиці перекладу:  «КиєвоПечерський патерик» англійською мовою [Applying relevance theory to translation criticism: The Paterik of the Kyivan Caves Monastery in English] / Т. Шмігер // Іноземна філологія. – 2013. – Вип. 125. – С. 100-109.
- Шмігер Т. Українська перекладознавча бібліографія: поняття, історія, принципи [The Ukrainian Bibliography of Translation Studies: concepts, history, principles] : [передмова] / Т. Шмігер // Українське перекладознавство XX сторіччя : бібліографія / ЛНУ імені Івана Франка, НТШ ; уклав Т. Шмігер. – Львів, 2013. – С. 19-45.
- Шмігер Т. Давня українська література в англомовних перекладах: Історико-бібліографічний огляд [Early Ukrainian Literature in English-Language Translation: a historical and bibliographical survey] / Т. Шмігер // Записки НТШ. — Львів, 2012. — Т. 263: Праці Філологічної секції. — С. 703—713.
- [Архівовано 11 грудня 2018 у Wayback Machine.] Shmiher T. The Cognitive Foundations of Translation Studies Analysis: Translating the Concept of Grace from the Sermon on Law and Grace of Hilarion of Kyiv /  T. Shmiher // Іноземна філологія. — 2011. — Вип. 123. — С. 185—212.
- [Архівовано 15 грудня 2017 у Wayback Machine.] Шмігер Т. Проблеми вивчення перекладознавчої спадщини професора Володимира Державина [Problems of Studying Prof. Volodymyr Derzhavyn's Papers in Translation Studies] / Т. Шмігер // Наук. вісник Херсон. держ. ун-ту. Сер. „Лінгвістика”. – Херсон, 2009. – Вип. 9. – С. 396-399.
- [Архівовано 11 грудня 2018 у Wayback Machine.] Шмігер Т. В. Історія українського перекладознавства ХХ сторіччя: ключові проблеми та періодизація [A History of Ukrainian Translation Studies in the 20th century: key problems andperiodization] : автореф. дис. на здобуття наук. ступеня канд. філол. наук : [спец.] 10.02.16 «перекладознавство» / Шмігер Тарас Володимирович ; Київ. нац. ун-т ім. Т. Шевченка. – Київ, 2008. – 20 с.
- [Архівовано 8 квітня 2022 у Wayback Machine.] Шмігер Т. Перекладознавство на західноукраїнських землях у часі між двома світовими війнами [Translation Studies on the Western Ukrainian Territories between Two World Wars] / Т. Шмігер // Вісник Львів. ун-ту. Серія іноземні мови. – 2007. – Вип. 14. – С. 247-255.
- [Архівовано 2 грудня 2018 у Wayback Machine.] Шмігер Т. Володимир Державин: теорія і критика перекладу [Volodymyr Derzhavyn: translation theory and translation criticism] // Збірник Харків. іст.-філол. т-ва / Харків. нац. пед. ун-т ім. Г.С. Сковороди; Харків. іст.-філол. т-во. – 2005. – Т. 11. – С. 205-214.
- [Архівовано 11 грудня 2018 у Wayback Machine.] Шмігер Т. В. «Книгарь» та українське перекладознавство ["Knyhar’ " and Ukrainian Translation Studies] // Актуальні проблеми філології та перекладознавства: Матеріали Всеукр. наук. конф. 12-13 травня 2005 р. / МОН України. Хмельницьк. нац. ун-т. – Хмельницький, 2005. – С. 189-191.
- [Архівовано 25 листопада 2018 у Wayback Machine.] Шмігер Т. Перекладознавчий доробок Миколи Зерова [Mykola Zerov's legacy in Translation Studies] // Вісник Львів. ун-ту. Серія іноземні мови. – 2005. – Вип. 12. – С. 289-296.
- [Архівовано 26 листопада 2018 у Wayback Machine.] Шмігер Т. Погляди Максима Рильського на віршований переклад [Maksym Ryl's'kyi's views on verse translation] // Studia Germanica et Romanica. – 2005. – Т. 2, № 3 (6). – С. 86-95.
- [Архівовано 3 грудня 2018 у Wayback Machine.] Шмігер Т. Олександр Фінкель — теоретик українського перекладу [Oleksandr Finkel’ as a Translation Studies scholar] // Григорій Кочур і український переклад: Матеріали міжнар. наук.-практ. конф., К.; Ірпінь, 27-29 жовт. 2003 р. / Редкол. О. Чередниченко (голова) та ін. – К.; Ірпінь: ВТФ „Перун”, 2004.– С. 272-278.
- [Архівовано 11 грудня 2018 у Wayback Machine.] Шмігер Т. В. До питання перекладознавчого аналізу: історія та методологія [On the issue of Translation Studies analysis: history and methodology] // Збірник робіт IV Міжнародної конференції науково-практичної конференції студентів, аспірантів та молодих вчених „Людина, культура, техніка в новому тисячолітті” [24-26 квітня 2003 року, Харків]. – Харків: Видавничий центр „ХАІ”, 2003. – С. 199-201
- [Архівовано 11 грудня 2018 у Wayback Machine.] Shmiher T. Identity of Translation (Ivan Bunin — Panas Myrnyi — Oleksandr Oles’ Translation Triad of Henry Longfellow's «The Song of Hiawatha») // TEFL Innovations and Challenges: Materials of the 8th National TESOL-Ukraine Conference, . — Khmelnytskyi: TUP, 2003. — P.145-149.

### Переклади
- Мітчелл Дж. Психоаналіз і фемінізм: Радикальна переоцінка психоаналізу Фройда [Mitchell J. Psychoanalysis and feminism: a radical reassessment of Freudian psychoanalysis] / Пер. з англ. І. Добропас і Т. Шмігер. — Львів: Астролябія, 2004. — 480с.

## Визнання
- Лауреат літературної премії ім. Григорія Кочура